# Rainer Woelki
Rainer Maria Woelki, né le 18 août 1956 à Cologne en Allemagne, est un prélat catholique allemand, archevêque de Berlin de 2011 à 2014, archevêque de Cologne depuis 2014 et cardinal depuis 2012.
Le 24 septembre 2021, il est placé en congé par le pape François, au motif d' « erreurs de communication » dans la gestion des affaires pédophiles et reprend ses fonctions le 2 mars 2022.

## Biographie
Les parents de Rainer Woelki étaient originaires de la province de Prusse-Orientale (Frauenburg dans l'Ermland) et en ont été chassés en 1945 par l'avancée de l'Armée rouge. Rainer a grandi dans le quartier de Mülheim à Cologne et y a été enfant de chœur et scout. C'est ici aussi qu'il a célébré sa première messe en 1985. Après son baccalauréat (Abitur) au Städtischen Hölderlin-Gymnasium en 1977, il effectue son service militaire dans l'artillerie des chars (Panzerartillerie) à Munster (Örtze), puis étudie la théologie et la philosophie de 1978 à l'université Frédéric-Guillaume de Bonn, puis à l'université de Fribourg ; il est l'élève entre autres de Karl Lehmann, futur cardinal et évêque de Mayence.

### Prêtre
Il entame ses études de théologie au séminaire de Bonn et de Fribourg-en-Brisgau. Il est ordonné prêtre pour l'archidiocèse de Cologne le 14 juin 1985 par le cardinal Joseph Höffner. Après avoir exercé son ministère en paroisse puis brièvement comme aumônier militaire, il devient en 1990 le secrétaire particulier de l'archevêque de Cologne. 
En 2000, il obtient un doctorat en théologie à l'université pontificale de la Sainte-Croix à Rome portant sur le rôle ecclésiologique de la paroisse. 

### Évêque
Le 24 février 2003, il est nommé par Jean-Paul II évêque titulaire de Scampa (de) et évêque auxiliaire de Cologne. Il est consacré le 30 mars suivant par le cardinal Joachim Meisner, archevêque de Cologne. 
Le 2 juillet 2011, il est transféré à Berlin, deux jours après la mort de son prédécesseur, le cardinal Georg Sterzinsky qui s'était retiré quelques mois plus tôt. 
Le 11 juillet 2014, il est nommé archevêque de Cologne, son diocèse d'origine. 

### Cardinal

Armoiries du cardinal-archevêque de Berlin

Il est créé cardinal par Benoît XVI le 18 février 2012 avec le titre de cardinal-prêtre de San Giovanni Maria Vianney dont il est le premier titulaire. Il devient alors le benjamin du Collège des cardinaux. Il participe au conclave de 2013 qui élit le pape François ainsi qu'à celui de 2025 qui élit le pape Léon XIV.
Le 9 juin 2014, il est nommé par François membre de la congrégation pour le clergé. Depuis 2015, il est membre du dicastère de l'Administration du patrimoine du siège apostolique. Depuis 2016, il est membre de la Congrégation pour le culte divin et la discipline des sacrements.
Il fait partie de la frange conservatrice de l’Église.

## Positions

### LeSynodaler Weg
Le cardinal Woelki émet d'emblée des critiques à propos du Synodaler Weg (chemin synodal) de l'Église catholique d'Allemagne. Il met en garde ses confrères contre le risque de voir le chemin synodal allemand aboutir à « quelque chose comme une Église nationale allemande ». «Le pire résultat serait que le chemin synodal mène à la division et donc à la sortie de l’Église, de la communion avec l’Église universelle», insiste-t-il. Le chemin synodal comporte selon lui le grand risque de «se concentrer principalement, presque exclusivement, sur les changements structurels et enfin de s'y attaquer». L'impression que le processus de réforme de l'Église se présente comme un vote quasi parlementaire sur la foi doit être absolument stoppée. L'enseignement immuable de l'Église ne doit pas être rendu aléatoire. De plus, l'importance en particulier de l'évangélisation réclamée par le pape François est ici insuffisante pour Woelki . Par conséquent le cardinal Woelki vote contre le synodaler Weg.
À la suite de la lettre du pape François, le cardinal Woelki et l'évêque de Ratisbonne, Rudolf Voderholzer, introduisent un projet de statut alternatif dans la discussion le 19 août 2019. Il est discuté en détail et rejeté par 21 voix contre 3 (avec 3 abstentions). Ce projet alternatif avait sept (au lieu de quatre) thèmes principaux, à savoir: les abus sexuels, l'envoi des laïcs au service de l'évangélisation, la catéchèse des jeunes, la pastorale matrimoniale et familiale, la pastorale vocationnelle, la théologie et l'instruction religieuse au service de l'évangélisation et de la spiritualité et l'évangélisation.
Déjà de retour d’un voyage aux États-Unis, en septembre 2019, le cardinal mettait en garde contre le danger d’un « orgueil théologique » et se disait opposé à une voie solitaire, un « Alleingang », des catholiques allemands. Il n'a pas été suivi par ses confrères.

### Islam
Le 24 avril 2016, le cardinal Woelki s'oppose à la déclaration de la politicienne de l'AfD, Beatrix von Storch, à la Domradio de Cologne (station de radio du diocèse de Cologne) selon laquelle l'islam est « une idéologie politique qui ne respecte pas notre loi fondamentale ». Woelki souligne quant à lui que la liberté religieuse est protégée dans la Loi fondamentale et déclare: « L'une des grandes religions du monde est mise au pilori ici avec une intention haineuse. Quiconque dénigre les musulmans doit se rendre compte que les maisons de prière et les mosquées sont tout aussi protégées par la Loi fondamentale que les églises et les chapelles. L'islam est compatible avec la Loi fondamentale, tout comme le christianisme et le judaïsme. Plus jamais les gens en Allemagne ne seront ostracisés ou persécutés en raison de leur race, de leur origine ou de leur religion. » 

### Communion catholique par des conjoints de différentes confessions
Le 22 mars 2018, sept évêques allemands, sous la direction du cardinal Rainer Woelki, écrivent une lettre aux deux cardinaux de la Curie Kurt Koch et Luis Ladaria, demandant de clarifier certaines questions sur la communion pour les époux de différentes confessions (intercommunion). Une demande est adressée au président du Conseil pour l'unité des chrétiens afin de clarifier si la question de la communion pour les époux de différentes confessions pouvait être tranchée dans le cadre d'une conférence épiscopale nationale ou si une décision de l'Église universelle était nécessaire. En juin suivant, le cardinal Ladaria écrit aux évêques allemands, citant le pape François, qui avait qualifié un document préparé par les évêques allemands à ce sujet intitulé Ensemble à la table du Seigneur comme n'étant « pas prêt pour la publication », parce que le document soulevait un certain nombre de problèmes non résolus d'une importance considérable. Parallèlement, le cardinal Woelki s'oppose aux efforts de la majorité de ses confrères allemands visant à établir des exceptions fondées sur la pastorale en tant que nouvelles normes.
Le 26 juillet 2018 cependant, le pape François déclare que la lettre du cardinal Ladaria n'était « pas un frein œcuménique ». Le document prévu était encore plus restrictif que celui prévu par le droit canonique et ne voulait en aucun cas ouvrir la communion à tous. Il [François] pense qu'il y aura « un document d'orientation afin que chaque évêque puisse réglementer dans son diocèse ce que le droit canonique permet déjà »,. Le texte Ensemble à la table du Seigneur publié par le Groupe d’étude œcuménique des théologiens protestants et catholiques (ÖAK) en septembre 2019 et comprenant 57 pages prônant « l’hospitalité eucharistique réciproque » entre catholiques et protestants, sur la base d’accords œcuméniques antérieurs sur l’Eucharistie et le ministère, est finalement rejeté.

## Affaires de pédophilie
Le cardinal Woelki provoque une vive polémique et perd la confiance du conseil diocésain de l'archidiocèse de Cologne après qu'il refuse de diffuser un rapport sur des abus sexuels commis sur des mineurs entre 1975 et 2018, réalisé par un cabinet juridique de Munich.
Un second rapport indique que 314 mineurs, principalement des garçons de moins de 14 ans, ont été les victimes de pédophiles, essentiellement par des ecclésiastiques, entre 1975 et 2018 dans le diocèse. 
Le pape François a décidé d'envoyer deux émissaires, les évêques de Stockholm Anders Arborelius et de Rotterdam Johannes van den Hende, pour enquêter, courant juin 2021, sur la situation dans le diocèse de Cologne.
Le 24 septembre 2021, à six jours de l'ouverture de la troisième session (le 30) du Chemin synodal allemand à propos duquel il a exprimé souvent ses réticences, il est placé en congé par le pape François, au motif d' « erreurs de communication » dans la gestion des affaires pédophiles. Il reprend ses fonctions le 2 mars 2022.